# Stiftelsen för fritidsområden i Skåne
Stiftelsen för fritidsområden i Skåne skapades 1967 av Malmöhus läns landsting och Kristianstads läns landsting samt Malmö stad. Stiftelsen arbetar för att bevara områden som är viktiga för friluftslivet eller utgörs av skyddsvärd natur. Stiftelsen förvaltas av Stiftelsen Skånska Landskap.
Fram till 2011 innehade Stiftelsen för fritidsområden i Skåne  huvudmannaskapet för Skåneleden. Det har nu övergått till Region Skåne. Markarealen som förvaltas utgör 1 921 hektar (varav 1 860 hektar strövområden).
Områden: Breanäs strövområde, Friseboda,  Järavallen, Kronoskogen, Frostavallen, Skrylle, Vitemölla strövområde, del av Fulltofta naturreservat, Arriesjön och Tjörnedala strövområde.